# Ruy Barbosa
Ruy Barbosa de Oliveira, conosciuto semplicemente come Ruy Barbosa (Salvador, 5 novembre 1849 – Petrópolis, 1º marzo 1923), è stato un giurista, politico e scrittore brasiliano.
È stato, assieme a Prudente de Morais, uno dei membri dell'Assemblea Costituente della República Velha, la cosiddetta Prima Repubblica brasiliana, nonché ministro nella sua fase iniziale. Fu, inoltre, membro dell'Accademia Brasiliana delle Lettere, di cui fu presidente dal 1908 al 1919.
(Ruy Barbosa)

## Biografia
Nato a Salvador Bahia il 5 novembre 1849 da João José Barbosa de Oliveira e da Maria Adélia Barbosa de Oliveira, sin da bambino si dimostrò dedito allo studio delle lettere. Nel 1864, avendo terminato con un anno di anticipo gli studi superiori e non potendo ancora accedere all'Università, studiò tedesco da autodidatta.
Laureatosi in diritto nel 1870 alla Facoltà di Giurisprudenza dell'Università di San Paolo, iniziò nel 1872 a lavorare come giornalista.
Nel 1888 fu promulgata la Lei Áurea, che aboliva la schiavitù, e Barbosa ne fu uno dei promotori. Nel 1889 ricoprì le due cariche di Ministro delle Finanze e della Giustizia.
Era soprannominato "l'Aquila dell'Aia" per la sua partecipazione alla prima (1899) e seconda Conferenza internazionale per la pace de L'Aja (1907). Si candidò, senza successo, alle elezioni presidenziali del 1910 e 1919.
Morì a Petrópolis il 1º marzo 1923.

## Carriera politica
- 1878: Deputado Provinciale
- 1878-1881: Deputado Generale
- 1882-1884: Deputado Generale
- 1890-1892: Senatore
- 1892-1897: Senatore
- 1897-1906: Senatore
- 1906-1915: Senatore
- 1915-1921: Senatore

## Opere principali
- Visita à Terra Natal
- Figuras Brasileiras
- Contra o Militarismo
- Correspondencia de Ruy
- Mocidade e Estilo
- Castro Alves: Elogio do Poeta pelos Escravos, 1881
- O Papa e o Concílio, 1877
- O Anno Político de 1887
- Relatório do Ministro da Fazenda, 1891
- Finanças e Políticas da República: Discursos e Escritos, 1893
- Os Atos Inconstitucionais do Congresso e do Executivo ante a Justiça Federal, 1893
- Cartas de Inglaterra, 1896
- Anistia Inversa: Caso de Teratologia Jurídica, 1896
- Posse dos Direitos Pessoais, 1900
- O Código Civil Brasileiro, 1904
- Discurso, 1904
- O Acre Septentrional, 1906
- Actes et discours. La Haye: W.P. van Stockum et Fils, 1907
- O Brasil e as Nações Latino Americanas na Haia, 1908
- O Direito do Amazonas ao Acre Septentrional, 1910
- Excursão Eleitoral aos Estados da Bahia e Minas Gerais: Manifestos à Nação, 1910
- Plataforma, 1910
- Ruy Barbosa na Bahia, 1910
- O Dever do Advogado, 1911;[2]
- O Sr. Ruy Barbosa, no Senado, responde às insinuações do Sr. Pinheiro Machado, 1915
- Problemas de Direito Internacional. Londres: Jas.Trucott&Son, 1916
- Conferência. Londres: Eyre and Spottiswoode Ltda, 1917
- Oswaldo Cruz, 1917
- Oração aos Moços, 1920.[3]